# Kalāteh-ye Chenār
Kalāteh-ye Chenār (persiska: Kalāteh Chenār, کلاته چنار) är en ort i Iran.   Den ligger i provinsen Nordkhorasan, i den nordöstra delen av landet, 500 km öster om huvudstaden Teheran. Kalāteh-ye Chenār ligger 1 009 meter över havet och antalet invånare är 537.
Terrängen runt Kalāteh-ye Chenār är huvudsakligen kuperad, men västerut är den platt. Runt Kalāteh-ye Chenār är det ganska glesbefolkat, med 27 invånare per kvadratkilometer. Närmaste större samhälle är Rāz, 15,8 km nordost om Kalāteh-ye Chenār. Trakten runt Kalāteh-ye Chenār består i huvudsak av gräsmarker.